# Superman (personaggio film 1978)
Clark Kent (nato Kal-El), meglio noto con il suo nome da supereroe Superman, è il protagonista del media franchise della serie di film di Superman con Christopher Reeve basata sull'omonimo personaggio di DC Comics creato da Jerry Siegel e Joe Shuster. 
Apparsa per la prima volta nel film Superman (1978), questa versione del personaggio è protagonista anche dei successivi tre sequel realizzati tra il 1980 e il 1987: Superman II (1980), Superman III (1983) e Superman IV (1987). In questi ciclo cinematografico, Superman conserva i tratti fondamentali delle sue origini fumettistiche: nato sul pianeta Krypton con il nome di Kal-El, è inviato sulla Terra dai suoi genitori biologici poco prima della distruzione del suo pianeta. Cresciuto nella cittadina rurale di Smallville come Clark Kent, scopre gradualmente i suoi poteri straordinari – tra cui volo, superforza, invulnerabilità, vista a raggi X e supervelocità – e sceglie di usarli per proteggere l’umanità. Da adulto lavora come giornalista al Daily Planet di Metropolis, mantenendo la sua identità segreta.
L'interpretazione di Reeve è caratterizzata da una netta dicotomia tra l’eroico Superman e il timido e impacciato alter ego Clark Kent. Apprezzato da critica e pubblico, l'attore ha stabilito un canone visivo e comportamentale per Superman che ha influenzato profondamente le rappresentazioni successive del personaggio in televisione e al cinema. La sua interpretazione è tuttora considerata una delle più riuscite e durature nella storia del cinema supereroistico.

## Biografia del personaggio

### Superman

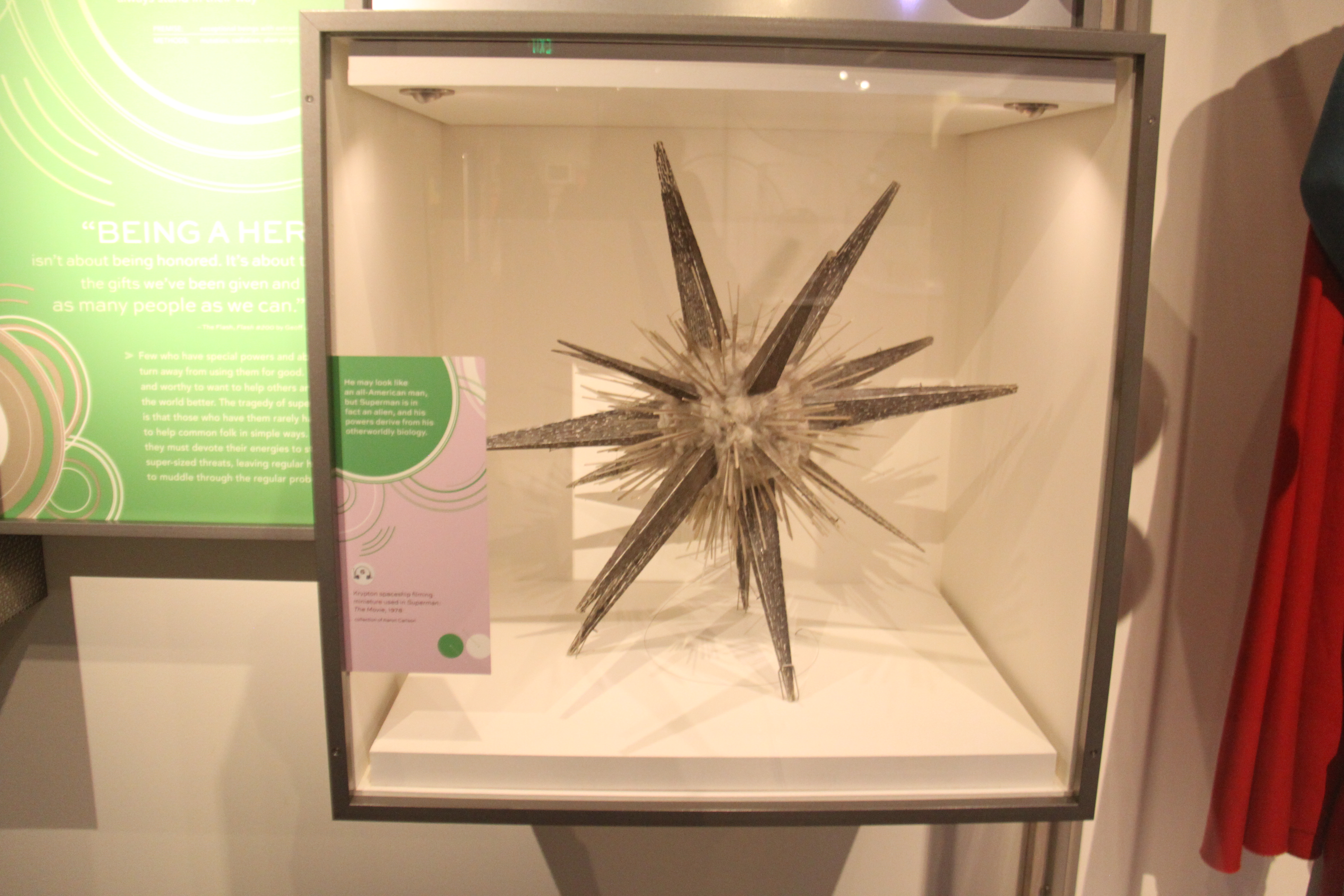
Riproduzione della navicella con cui Kal-El arriva sulla Terra in mostra all'Experience Music Project and Science Fiction Museum and Hall of Fame

Kal-El nasce sul pianeta Krypton, un mondo avanzatissimo tecnologicamente, ma ormai condannato alla distruzione. I suoi genitori biologici, Jor-El e Lara, lo salvano spedendolo sulla Terra all’interno di una capsula spaziale quando è ancora un neonato. La navicella atterra nei campi del Kansas, dove viene trovato e adottato dalla coppia Jonathan e Martha Kent, che lo crescono come un comune bambino umano con il nome di Clark Kent.Fin da piccolo, Clark scopre di avere poteri straordinari: super forza, velocità, vista a raggi X, volo, invulnerabilità, e il leggendario sguardo calorifico. Con l’educazione morale dei Kent, impara a usare questi poteri a fin di bene. Dopo la morte di Jonathan per arresto cardiaco, Clark si dirige verso il Polo Nord, dove costruisce la Fortezza della Solitudine, un centro di conoscenza basato sulla tecnologia kryptoniana. Qui, Jor-El, sotto forma di ologramma, gli insegna la verità sulle sue origini e il suo destino.
Una volta adulto, Clark si trasferisce a Metropolis e inizia a lavorare come giornalista per il Daily Planet. Nasconde la sua identità dietro una facciata timida e goffa. Quando salva Lois Lane, una sua collega, da un incidente in elicottero, il mondo conosce per la prima volta Superman. Nel frattempo, il geniale e narcisista Lex Luthor, affiancato dalla complice Eve Teschmacher e dal goffo Otis, progetta di lanciare missili nucleari per distruggere la California e creare un nuovo litorale che possiederà interamente. Superman sventa il piano, ma non riesce a salvare Lois, di cui è innamorato, che muore intrappolata in un’auto sotto terra. Superman, disperato per la morte della donna amata, vola intorno alla Terra ad altissima velocità, invertendo la rotazione del pianeta e tornando indietro nel tempo per salvarla.

### Superman II
A Parigi, Superman devia un missile nucleare lanciato da terroristi e l'esplosione nello spazio rompe la Zona Fantasma, liberando il Generale Zod, Ursa e Non, tre criminali kryptoniani che erano stati imprigionati da Jor-El prima della distruzione di Krypton. Mentre i tre atterranno sulla Terra e cominciano a seminare il panico, Superman, che ha rivelato la sua vera identità a Lois, decide di rinunciare ai suoi poteri tramite una camera nella Fortezza della Solitudine, per poter vivere una vita normale con la donna amata.
I tre kryptoniani arrivano a Washington e costringono il Presidente degli Stati Uniti a sottomettersi a Zod. Superman, vedendo il caos causato dalla sua assenza, decide di recuperare i suoi poteri. Una volta riuscito nel suo intento, l'eroe sfida Zod, Ursa e Non nella Fortezza della Solitudine. Fingendo di arrendersi, Superman usa la stessa camera per privare i nemici dei loro poteri, mantenendo i propri. Alla fine, Superman bacia Lois e le cancella la memoria della loro relazione per proteggerla.

### Superman III
Clark Kent lascia temporaneamente Metropolis per partecipare alla riunione degli ex studenti del liceo di Smallville. Qui ritrova la sua vecchia fiamma, Lana Lang, ora madre single, con un figlio di nome Ricky. Parallelamente, Gus Gorman, un genio informatico, viene assunto dalla Webscoe Industries, compagnia del magnate megalomane Ross Webster, per uccidere Superman. Webster ordina a Gus di creare una versione sintetica della kryptonite, basandosi sull'analisi del suo contenuto chimico. Uno degli elementi risulta “ignoto” e Gus lo sostituisce ironicamente con catrame da sigaretta.
Il risultato è una kryptonite "corrotta", che non uccide Superman, ma lo altera psicologicamente e moralmente. L'eroe diventa arrogante, trasandato e irascibile. Commette azioni irresponsabili, come raddrizzare la Torre di Pisa al contrario, sedurre Lorelei, l'assistente di Webster, e ignorare un disastro ferroviario. Inizia anche a bere e trascurare la sua missione.
In un deposito di rottami, tormentato da un conflitto inferiore dopo aver udito le parole del figlio di Lana, che lo prega di ritornare buono come un tempo, l'eroe si sdoppia: nascono due Superman distinti, uno rappresentato da Clark Kent, l'altro dal Superman corrotto. Dopo un combattimento feroce, Clark strangola la versione malvagia di sé stesso, ristabilendo la sua vera natura, poi affronta Gus, Webster e un supercomputer senziente che quasi lo uccide con un raggio di kryptonite. Gus si redime e aiuta Superman a distruggere la macchina.

### Superman IV
Superman riceve una lettera da un bambino che chiede la fine della guerra nucleare. Dopo un’interiorizzazione del messaggio, Superman decide di disarmare tutte le potenze nucleari, lanciando i missili nel sole. Nel frattempo, Lex Luthor usa un campione di DNA di Superman attaccato a un missile nucleare per creare Nuclear Man, un essere dotato degli stessi poteri di Superman, alimentato dalla luce solare.
Nuclear Man affronta Superman in una serie di battaglie attorno al mondo, tra cui la Muraglia Cinese, il Colosseo, e l’orbita terrestre. All'esito dello scontro Superman viene temporaneamente sconfitto e gravemente debilitato. L'eroe, che comincia ad invecchiare velocemente, riesce a rigenerarsi grazie a un cristallo kryptoniano. Nella battaglia finale, trascina Nuclear Man nella parte oscura della Luna, privandolo della luce solare e quindi dei suoi poteri.
Nell'epilogo, Superman tiene un discorso all'umanità, dichiarando che "finché ci saranno uomini che si batteranno per la giustizia, ci sarà speranza".

## Concezione e sviluppo
Negli anni settante, Hollywood cominciò a esplorare l’idea di adattare i fumetti per il grande schermo con maggiore ambizione e serietà. In questo clima, la Warner Bros., tramite la controllata DC Comics, decide di trasporre sul grande schermo il personaggio di Superman, il primo e più iconico supereroe, al cinema con una produzione imponente. Il progetto venne affidato ai produttori Alexander e Ilya Salkind, padre e figlio di origine europea, che ottennero i diritti cinematografici nel 1974 con l'intenzione di realizzare due film girati contemporaneamente Mentre i produttori volevano un film spettacolare ma accessibile, lo sceneggiatore originale Mario Puzo (già autore de Il padrino).
Dopo aver completato la prima bozza nel luglio 1975, in cui dipinse Clark Kent come un giornalista televisivo, lo scrittore elaborò una seconda stesura della sceneggiatura di Superman il 1º ottobre 1975. Questa versione, estesa a 309 pagine, approfondiva e ampliava i contenuti della precedente, mantenendo numerosi elementi che avrebbero influenzato significativamente le versioni finali dei due film. Si stima che circa il 35-40% del materiale originato da Puzo sia sopravvissuto, in forma modificata, nei lungometraggi. La seconda bozza riproponeva l’ambientazione iniziale su Krypton, presentando un’interpretazione visiva altamente tecnologica e simbolica del pianeta, con riferimenti grafici ricorrenti al simbolo della “S”, sia nei costumi che nell’architettura. L’autore suggeriva inoltre che Jor-El dovesse essere interpretato dallo stesso attore che avrebbe impersonato Superman, per rafforzare il legame padre-figlio. Al contrario, la fase giovanile del protagonista prevedeva interpreti differenti, come effettivamente accadde nel film. Nonostante l’ambizione e la ricchezza di idee, la sceneggiatura fu giudicata troppo lunga e complessa per una realizzazione cinematografica diretta. Il produttore Ilya Salkind la definì «una sceneggiatura straordinaria, ma più simile a un romanzo», sottolineando la necessità di una riscrittura funzionale alla produzione.
Puzo propose un Superman visto come un simbolo più che un semplice supereroe, in linea con figure mitologiche eroiche, oltre che un racconto ampio, quasi in senso epico, con intensa introspezione sull'identità e il dovere. Un tema fondamentale del lavoro di Puzo, che poi si rifletté nella versione finale del film, è il conflitto del protagonista, posto tra due figure paterne: Jor‑El, padre biologico, che lo manda sulla Terra per una missione quasi salvifica, e i Kent, che gli infondono valori umani di umiltà e responsabilità. 
La stesura venne successivamente rielaborata da David e Leslie Newman e rifinita, con toni più seri e drammatici, da Tom Mankiewicz, che pur non essendo accreditato ufficialmente, ebbe un ruolo chiave nello sviluppo narrativo. A dirigere il film venne chiamato Richard Donner, regista emergente noto per Il presagio (1976). Mankiewicz semplificò il confronto tra Superman e Lex Luthor: originariamente previsto in tre momenti distinti nella seconda metà del film, trasformandolo in un unico, potente confronto finale. Mankiewicz ideò che il “S” sul costume fosse in realtà un geroglifico kryptoniano che rappresenta la casata di Superman, suggerito anche da Marlon Brando, per sottolineare il legame con Krypton.

### Casting
«Trovavamo ragazzi con fisici straordinari ma incapaci di recitare, oppure ottimi attori che non assomigliavano minimamente a Superman.»

— Lo sceneggiatore Tom Mankiewicz, ricordando le difficoltà del casting dell'Uomo d'Acciaio.
Inizialmente, la produzione decise di scritturare un attore di fama internazionale per il ruolo di Superman, prima ancora che Richard Donner fosse ufficialmente ingaggiato come regista. A Robert Redford fu offerta una cifra considerevole, ma l’attore rifiutò sostenendo di essere troppo famoso per la parte. Anche Burt Reynolds declinò l’offerta, mentre Sylvester Stallone manifestò interesse e incontrò Donner; tuttavia, il regista era più incline a scegliere un attore sconosciuto. A Paul Newman venne proposto un contratto da 4 milioni di dollari con la possibilità di scegliere tra i ruoli di Superman, Lex Luthor o Jor-El, ma l’attore rifiutò tutte e tre le opzioni.
Anche il campione olimpico Bruce Jenner partecipò alle audizioni. Patrick Wayne, figlio dell'attore John Wayne, fu inizialmente scelto per la parte, ma si ritirò dopo che al padre venne diagnosticato un cancro allo stomaco. Diversi altri personaggi, tra cui Neil Diamond e Arnold Schwarzenegger, si candidarono attivamente per la parte di Superman, ma furono ignorati dalla produzione. Furono contattati anche attori del calibro di James Caan, James Brolin, Lyle Waggoner, Christopher Walken, Nick Nolte, Jon Voight e Perry King. In particolare, Nick Nolte manifestò interesse per interpretare un Superman schizofrenico. Anche Kris Kristofferson e Charles Bronson furono presi in considerazione per il ruolo principale, mentre Warren Beatty ricevette un'offerta formale ma rifiutò. James Caan successivamente dichiarò di aver rifiutato il ruolo affermando: "Semplicemente non riuscivo a indossare quel costume." La ricerca diventò così disperata che persino il dentista della moglie del produttore Ilya Salkind fu sottoposto a provino.

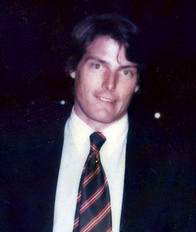
Christopher Reeve

Quando si decise definitivamente di puntare su un volto sconosciuto, il direttore del casting Lynn Stalmaster suggerì Christopher Reeve, ma Donner e i produttori inizialmente lo giudicarono troppo giovane e troppo esile. Complessivamente, oltre 200 attori non noti vennero provinati per il ruolo principale. Alla fine, fu Lynn Stalmaster a convincere Richard Donner e Ilya Salkind a sottoporre Christopher Reeve a uno screen test nel febbraio del 1977. Reeve stupì immediatamente regista e produttori. Gli fu inizialmente richiesto di indossare una tuta muscolare per simulare una corporatura più robusta, ma Reeve rifiutò, preferendo affidarsi a un rigoroso programma di allenamento fisico seguito da David Prowse (il culturista che interpretò fisicamente Dart Fener in Guerre stellari). Durante la preparazione e le riprese, Reeve aumentò il proprio peso corporeo da 85 kg a 96 kg, trasformandosi fisicamente nel personaggio.
(Richard Donner parlando di Christopher Reeve)
Per interpretare Clark Kent da adolescente, venne scelto l’attore Jeff East, il cui volto fu reso più simile a quello di Reeve grazie a protesi facciali che richiedevano 3–4 ore di applicazione quotidiana. Tuttavia, le battute di East furono doppiate da Reeve in post-produzione.
East in seguito commentò: "Non ne fui contento, anche perché i produttori non mi avevano informato dei loro piani. Fu fatto senza il mio consenso, anche se alla fine il risultato fu accettabile. Chris fece un buon lavoro, ma tra noi ci furono tensioni. Le abbiamo superate solo anni dopo." Durante le riprese di una scena in cui correva accanto a un treno, East riportò uno strappo muscolare a diverse cosce.

### Ispirazione

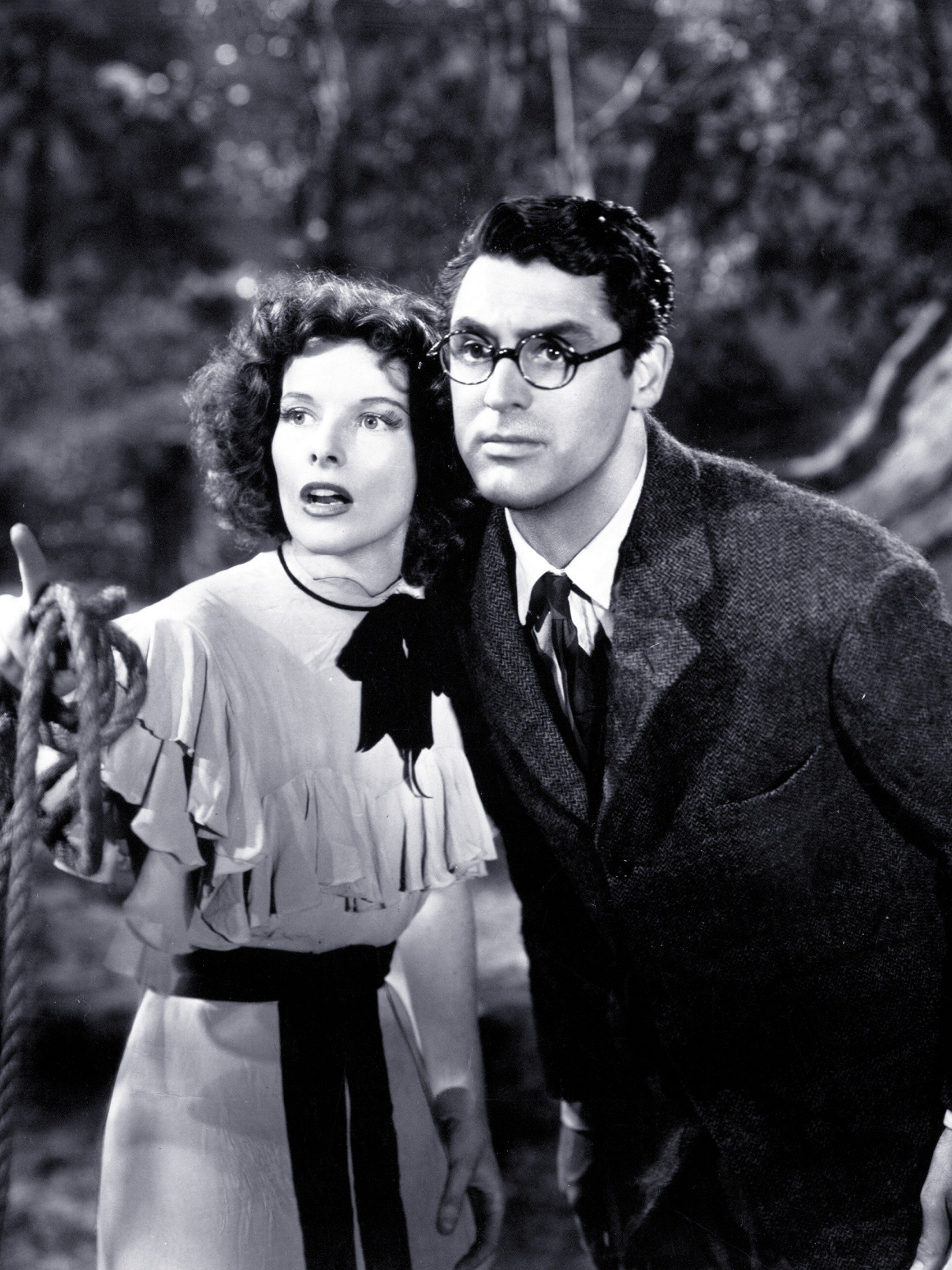
Cary Grant nel film Susanna! (1938)

Nel suo libro autobiografico Still Me, Reeve raccontò di essersi ispirato al celebre attore Cary Grant, in particolare alla sua interpretazione nel film Susanna! (1938), una delle commedie screwball più iconiche del cinema americano. Il personaggio di Grant, David Huxley, offrì un modello perfetto per Clark Kent: occhiali spessi con montatura nera, capelli ben pettinati ma leggermente disordinati sulla fronte, completi eleganti e un comportamento imbarazzato e nervoso. Reeve riprese molte di queste caratteristiche, come il gesto tipico di alzare la mano per intervenire e poi abbassarla subito quando viene ignorato o interrotto.
Il look di David Huxley, a sua volta, era ispirato al comico del cinema muto Harold Lloyd. Il regista Howard Hawks consigliò a Grant di studiare Lloyd per riprodurne la fisicità e il tono comico. Questo legame si riflette chiaramente nella performance di Reeve, che riesce a evocare la goffaggine affascinante di Lloyd senza imitarlo direttamente. Clark Kent, nella visione di Reeve, incarna il lavoratore modello: timido, gentile, efficiente, desideroso di essere benvoluto anche se mai completamente a suo agio.
A differenza del David Huxley di Grant, sempre frenetico e immerso in situazioni assurde tipiche della screwball comedy, la versione di Reeve è più contenuta. Questo dipende anche dal contesto del film Superman (1978), diretto da Donner, che perseguiva un principio fondamentale: la “verosimiglianza”, ovvero la volontà di rendere credibile e realistico un mondo intrinsecamente fantastico. In questo contesto, la comicità slapstick (basata su movimenti esagerati e cadute) viene ridotta al minimo. Clark Kent è un uomo che cerca di passare inosservato, con postura curva, voce sommessa e reazioni misurate. Una scena esemplare è quella in cui tenta timidamente di invitare Lois Lane a cena: viene rifiutato quasi senza che lei rallenti il passo, e lui si limita a rispondere con un flebile “oh”. Poco dopo, la sua giacca rimane incastrata nella porta del bagno delle donne, e invece di tirare con forza o innervosirsi, bussa educatamente per farsi riaprire.

### Aspetto

#### Costume
Il costume indossato da Christopher Reeve fu il primo ad essere realizzato in un tessuto sintetico altamente lucido, protagonista di un cambio radicale rispetto alle precedenti versioni: la combinazione di poliestere conferiva al costume un aspetto moderno, una vestibilità più aderente e un look futuristico. Originariamente concepito in una tonalità di blu più scura, si rese necessario schiarirne il colore (fino a un azzurro quasi turchese) per evitare conflitti cromatici con lo schermo blu usato negli effetti speciali.
La tuta riprendeva dettagli dal costume teatrale di Superman del 1966 (portato in scena da Bob Holiday), come il mantello infilato nel corpetto, ma con modifiche per aumentarne eleganza e drammaticità: lo scollo fu reso più ampio, il mantello fu arricchito da pieghe per conferirgli maggiore volume, lo stemma S sul petto venne ingrandito e i calzoncini furono dotati di passanti più ampi e taglio più alto per slanciare la figura. Gli stivali rossi, più alti rispetto alle versioni precedenti, presentavano una “V” frontale più pronunciata. Il look generale del costume rimase sostanzialmente stabile per tutta la quadrilogia, con lievi differenze cromatiche per adattarsi a diverse condizioni di ripresa.

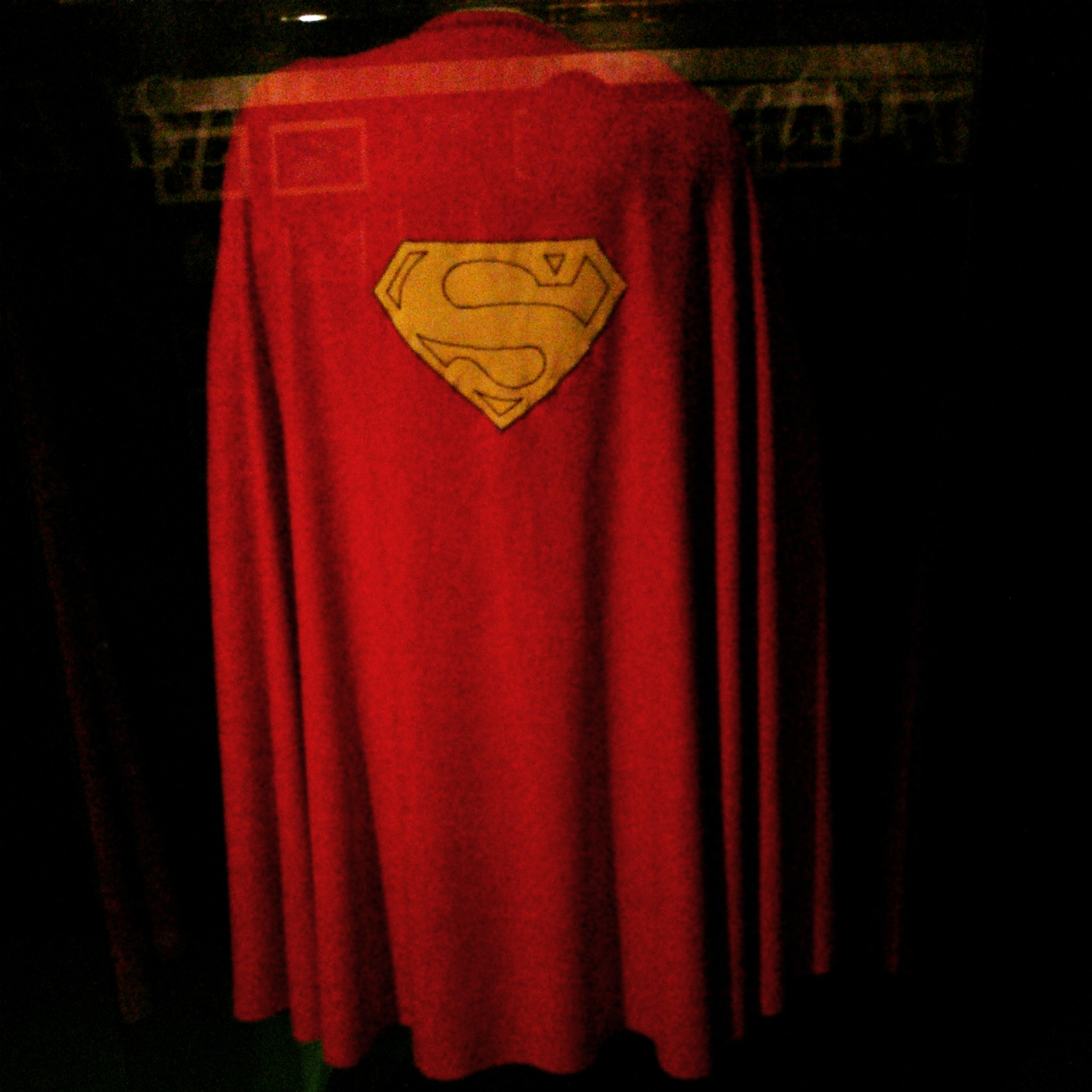
Mantella usata durante le riprese del film Superman (1978) al Museo Nazionale del Cinema di Torino

In Superman III, in una fase narrativa in cui il personaggio subisce un mutamento morale, il costume assume tonalità più scure e desaturate, accompagnate da un aspetto più smunto (con capelli leggermente scomposti), per suggerire visivamente questa trasformazione.
Nei film, il simbolo a forma di "S" sul petto di Superman non è semplicemente un emblema terrestre, ma rappresenta l'emblema della casata degli El, la sua famiglia kryptoniana. Questa reinterpretazione è stata introdotta grazie a un'idea di Marlon Brando, che interpretava Jor-El, padre di Kal-El. Brando suggerì che il simbolo fosse un geroglifico kryptoniano, un emblema della sua famiglia, piuttosto che una lettera "S" casuale. Questa proposta venne accolta dal regista Richard Donner e dal sceneggiatore Tom Mankiewicz, integrandola nella sceneggiatura del film. Questa scelta ha conferito al simbolo un significato più profondo, trasformandolo da semplice iniziale a un emblema culturale e familiare, legando Superman in modo più stretto alle sue origini kryptoniane. Inoltre, questa interpretazione ha influenzato le rappresentazioni successive del simbolo, sia nei fumetti che in altre produzioni cinematografiche e televisive.

#### Capelli
Christopher Reeve indossò parrucche in tutti e quattro i film della saga, sia nella parte di Clark Kent sia in quella di Superman. Questo era dovuto a esigenze di continuità estetica e per la differenza nelle acconciature (come la riga inversa tra i due personaggi). Le parrucche dei primi due film erano realizzate in modo tale da sembrare più naturali, a volte con inserti dei suoi veri capelli ai lati.
Nel primo film, Reeve indossò una parrucca con capelli sintetici di colore castano scuro, applicati su una calotta in rete color champagne. La parrucca presentava la celebre "kiss-curl" di Superman sul frontale e la riga dei capelli sul lato sinistro, opposto a quella di Clark Kent. All’interno era etichettata con la dicitura “Chris Reeves, Superman No. 3” e recava anche l’etichetta della ditta Wig Specialities. Per interpretare Clark Kent, Reeve indossava un’altra parrucca in capelli sintetici castani, inseriti in una calotta color champagne. Questa presentava la riga dei capelli sul lato destro—l'opposto rispetto alla parrucca di Superman—e all’interno vi era un’etichetta con la scritta “Chris Reeves, Clark Kent No. 1”, oltre alla consueta targhetta Wig Specialities.
Nel terzo film, fu utilizzata una parrucca realizzata in capelli umani castani scuri, con frontalino in pizzo (lace-front), annodata a mano. Questa era la stessa indossata da Reeve durante la sequenza ambientata nella discarica, dove Superman affronta la sua controparte malvagia.
Reeve soffrì di alopecia verso la fine della saga (Superman III e IV) e, probabilmente anche a causa di reazioni allergiche alle tinture, la parrucca fu un elemento necessario per mantenere l’aspetto iconico del personaggio.

### Tematiche e caratterizzazione

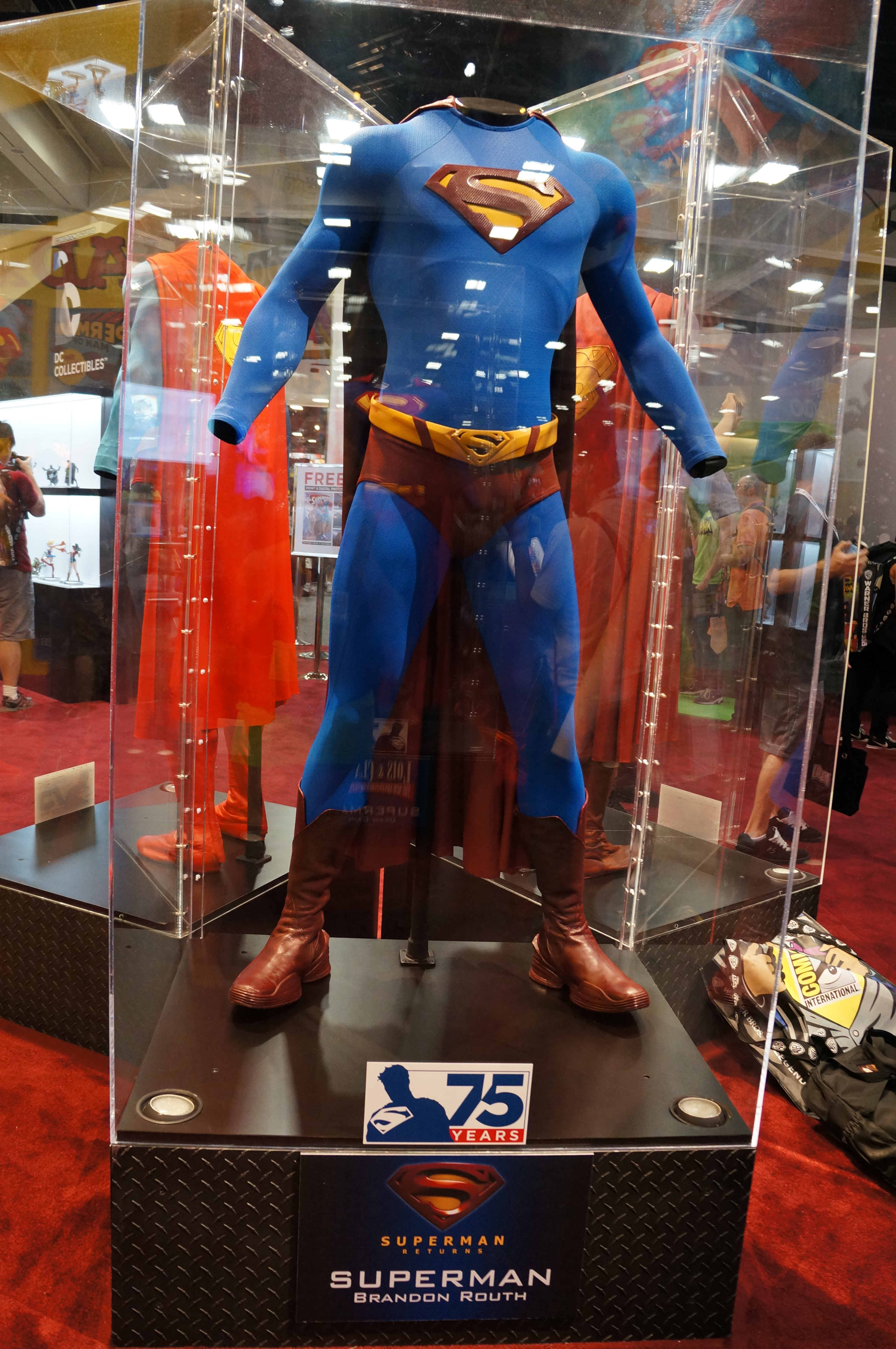
Il costume indossato da Routh in Superman Returns

Il Superman interpretato da Christopher Reeve tra il 1978 e il 1987 è considerato una delle incarnazioni più iconiche e complesse del supereroe, grazie alla sua capacità di coniugare forza sovrumana e profonda umanità. In ciascuno dei tre atti del primo film, lo status mitico di Superman viene rafforzato da eventi che richiamano il “viaggio dell’eroe” (o monomito) descritto da Joseph Campbell. Ogni atto presenta un ciclo riconoscibile di “chiamata” e viaggio: il percorso va da Krypton alla Terra nel primo atto, da Smallville alla Fortezza della Solitudine nel secondo, e infine da Metropolis all’intero mondo nel terzo.
Numerosi critici hanno evidenziato la presenza di simbolismi cristiani nel film. Richard Donner, Tom Mankiewicz e Ilya Salkind hanno commentato l’uso di riferimenti cristiani per sviluppare le tematiche legate a Superman. Mankiewicz ha volutamente promosso analogie tra Jor-El (rappresentante di Dio) e Kal-El (equivalente a Gesù). Diversi concetti e immagini richiamano paragoni biblici. Jor-El scaccia il generale Zod da Krypton, in parallelo alla cacciata di Satana dal Paradiso. Il veicolo spaziale che trasporta Kal-El sulla Terra assume la forma di una stella, simile alla Stella di Betlemme. Kal-El viene accolto da Jonathan e Martha Kent, coppia sterile, con una frase di Martha che ricorda l’Annunciazione: “Per tutti questi anni abbiamo pregato affinché il buon Dio ci concedesse un figlio”. In analogia con i racconti biblici su Gesù, Clark si ritira nel deserto per scoprire chi è e quale missione deve compiere. Jor-El gli dice: “ Vivi come uno di loro, Kal-El, per scoprire dove la tua forza e il tuo potere sono necessari. Ma conserva sempre nel tuo cuore l'orgoglio della tua speciale eredità. Possono essere un grande popolo, Kal-El, desiderano esserlo, manca loro soltanto la luce che mostri loro la strada. Per questo motivo soprattutto, per la loro capacità di bene gli ho inviato te: mio unico figlio.” Questa tematica richiama la narrazione biblica di Dio che invia il suo unico figlio Gesù sulla Terra per il bene dell’umanità. Tale visione è ulteriormente approfondita in Superman II: The Richard Donner Cut, che include la caduta, la resurrezione e la lotta contro il male, e si ispira anche a opere come La Creazione di Adamo. L’iconografia cristiana presente nei film con Reeve ha suscitato riflessioni sulle origini ebraiche di Superman. Nel libro di Rabbi Simcha Weinstein Up, Up and Oy Vey: How Jewish History, Culture and Values Shaped the Comic Book Superhero, si sostiene che Superman rappresenti sia un pilastro della società sia un personaggio che sotto il mantello nasconde un “nebbish” (stereotipo ebraico dell’uomo timido e impacciato), paragonandolo a Woody Allen.
In una scena in cui Lois Lane intervista Superman sul balcone, quest’ultimo afferma: “Non mento mai”. Salkind ha ritenuto che questa battuta fosse cruciale poiché Superman, vivendo sotto l’identità segreta di Clark Kent, sta in realtà “raccontando la bugia più grande di tutti i tempi”. Il suo rapporto amoroso con Lois lo porta inoltre a contraddire le direttive di Jor-El di non interferire nella storia umana, viaggiando nel tempo per salvarla dalla morte. Superman sceglie invece di seguire i consigli di Jonathan Kent, suo padre adottivo sulla Terra.
I primi due film presentano un eroe idealista e rispettoso della legge, incarnando valori di civismo e moralità tradizionali. Questo ritratto si inserisce in un periodo storico in cui gli Stati Uniti stavano affrontando una crisi esistenziale, con eventi come la fine della guerra del Vietnam e lo scandalo Watergate che avevano scosso la fiducia pubblica nelle istituzioni.
Con Superman III, la rappresentazione del supereroe cambia. Dopo essere stato esposto a una kryptonite sintetica, sviluppata da Gus Gorman in collaborazione con Ross Webster, Superman subisce una trasformazione che lo rende egoista, eccessivamente sicuro di sé e, in generale, poco eroico. Ignora il caos provocato dai criminali, arrivando addirittura a favorirli indirettamente. Questo stato culmina in una crisi nervosa che porta Superman a precipitare in un deposito di rottami, dove si divide in due entità distinte: Clark Kent e il Superman malvagio. Questa contesa simboleggia un cambiamento profondo, riflettendo dinamiche più ampie della società americana dell’epoca. La contrapposizione tra Clark Kent e Superman aveva in precedenza rappresentato una dicotomia tra il maschio intellettuale e meno virile e l’ideale tradizionale della mascolinità dominante fondata sulla forza fisica. Tuttavia, con l’avanzare del capitalismo maturo negli anni Ottanta, questa visione divenne obsoleta: il ruolo del produttore si fuse con quello del consumatore, e la forza fisica perse rilevanza nel determinare la posizione sociale. Sebbene introdotto in modo discreto, il conflitto tra Superman e Clark Kent rappresenta il climax simbolico delle ideologie contrapposte nel film: l’individualismo egoista contro la responsabilità sociale altruista.
Christopher Reeve, interprete del personaggio, fu fortemente coinvolto nella fase di pre-produzione di Superman IV, influenzando la sceneggiatura con la sua visione, maturata in risposta alle dichiarazioni di Ronald Reagan che definiva l’Unione Sovietica “impero del male”. Reeve auspicava che Superman potesse diventare un simbolo di cambiamento positivo a livello globale. Non a caso, il film si apre con un intervento di Superman in soccorso di astronauti sovietici coinvolti in un incidente spaziale. Superman IV si discosta dall’immagine tradizionale del salvatore nazionale, presentando un eroe sempre più critico verso la politica estera statunitense e i conflitti globali, tanto da opporsi direttamente alla linea politica degli Stati Uniti, incarnata dalla figura di Reagan, decidendo di eliminare le armi nucleari. Lo sceneggiatore Tom Mankiewicz, co-autore del Superman del 1978, mise in guardia Reeve dal coinvolgere il personaggio in un problema reale come le armi nucleari, temendo che Superman avrebbe potuto risolvere la questione troppo facilmente, riducendo così il valore drammatico della storia.

## Accoglienza

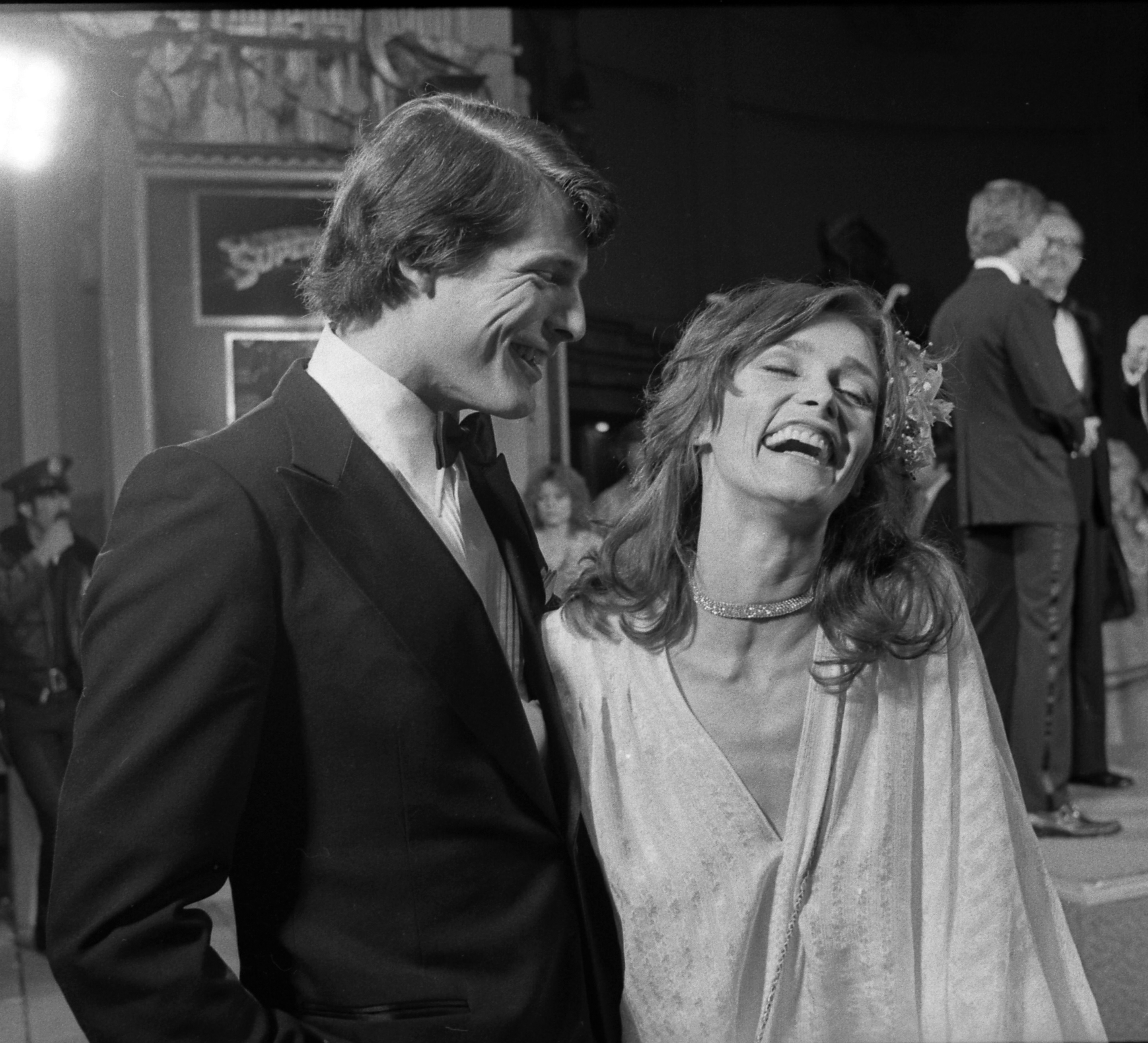
Christopher Reeve, in compagnia di Margot Kidder, alla premier di Superman nel 1978

L'interpretazione di Christopher Reeve nel ruolo di Superman è universalmente riconosciuta come una delle più riuscite nella storia del cinema, contribuendo in modo determinante al successo del film del 1978 diretto da Richard Donner. La sua performance ha ricevuto ampi consensi dalla critica e dal pubblico, consolidando la sua immagine come l'incarnazione ideale del supereroe. Gli stessi creatori di Superman, Jerry Siegel e Joe Shuster, espressero pubblicamente il loro entusiasmo per la rappresentazione sul grande schermo, elogiando la performance di Reeve che, secondo Shuster, apportava "il giusto tocco di umorismo" e incarnava realmente Superman. Siegel affermò che il film corrispondeva esattamente alla sua visione originale del personaggio.
Secondo Roger Ebert, recensore del Chicago Sun-Times, Reeve ha "venduto il ruolo" con una performance che ha evitato il cinismo e ha reso il personaggio credibile e affascinante. Ebert ha elogiato la sua capacità di bilanciare umorismo e serietà, sottolineando che una scelta sbagliata per il casting avrebbe potuto compromettere l'intero progetto. Anche James Harwood di Variety ha lodato l'interpretazione di Reeve, definendola "eccellente" sia nel ruolo del supereroe che in quello dell'alter ego Clark Kent. Ha sottolineato la chimica tra Reeve e Margot Kidder, che interpretava Lois Lane, e ha apprezzato la capacità del film di combinare effetti speciali spettacolari con un tono giocoso e romantico. Charles Champlin del Los Angeles Times indicò Reeve come la “forza salvifica” dell’opera. Gary Arnold del Washington Post descrisse Reeve come un attore giovane, attraente e dotato di un’intelligenza tale da rendere credibile la fantasia di un supereroe dei fumetti.
Nel corso degli anni, l'interpretazione di Reeve è stata celebrata in numerosi articoli e documentari. Ad esempio, un articolo del Washington Post ha evidenziato come Superman, interpretato da Reeve, sia diventato un simbolo di integrità morale e speranza per molte persone, fungendo da figura paterna e da punto di riferimento in momenti di difficoltà.

## Mancate apparizioni
Dopo Superman III, i Salkind produssero Supergirl - La ragazza d'acciaio (1984) che seguiva la storia della cugina di Superman, Kara Zor-El, interpretata da Helen Slater. Inizialmente, la pellicola prevedeva che Superman agisse da mentore per la cugina, mostrandole come usare i suoi poteri. Tuttavia, nel periodo in cui il film entrò in produzione, Reeve era già disilluso in merito all’andamento della saga: alcuni mesi prima dell’uscita di Superman III, percepì l’imminente flop, e decise dunque di dissociarsi dal nuovo progetto. Il personaggio di Superman, dunque, compare solo in una fotografia e la sua assenza viene spiegata nel film con una semplice trasmissione televisiva che dice che l'eroe è partito per una “missione pacifista” in un’altra galassia.
Prima dell'uscita di Superman IV, lo studio Cannon Films, che deteneva i diritti del supereroe, aveva in progetto un quinto film, inizialmente previsto per il 1989, con la direzione di Albert Pyun. In seguito, dopo il flop del quarto film, i Salkind riacquisirono i diritti cinematografici di Superman e idearono una storia che ruotava attorno a una versione miniaturizzata di Krypton: la città bottiglia di Kandor. Superman sarebbe morto e poi rinato all’interno di Kandor, combattendo contro Brainiac. Al fan convention Dixie Trek del 1994, Reeve confermò che, pur non essendo stato coinvolto nello sviluppo, il film era in qualche modo stato in preparazione prima della cancellazione e ne aveva sentito parlare.

## Omaggi
Anche se Reeve non riprese direttamente il ruolo in altri progetti live action, il suo Superman è stato omaggiato e citato in numerose opere successive. Tra queste:
- Nella serie televisiva Smallville (2001–2011), Reeve ha avuto un cameo ricorrente nei panni del dottor Virgil Swann, un ruolo pensato come tributo al suo Superman.

- In The Flash (2023), ambientato nel DC Extended Universe (DCEU), il Superman di Christopher Reeve e la Supergirl di Helen Slater fanno un cameo, attraverso l'uso della computer-generated imagery (CGI), nei momenti finali del film, quando Barry Allen assiste alle varie linee temporali.[37][38]

### Il Superman di Brandon Routh
Apparso per la prima volta nel film Superman Returns (2006), diretto da Bryan Singer, il Superman interpretato dall'attore Brandon Routh ha incarnato una versione del personaggio che funge da diretto erede spirituale di quella portata sullo schermo da Christopher Reeve nella saga originale. Il film, infatti, si presenta come una sorta di sequel non dichiarato di Superman II (1980), ignorando gli eventi dei capitoli successivi III' e IV.

#### Creazione e casting

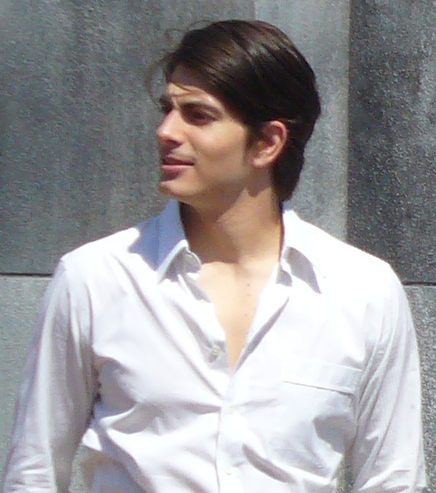
Brandon Routh

All'inizio degli anni 2000, la Warner Bros. era alla ricerca di un modo per rilanciare il personaggio dopo vari tentativi falliti di reboot, tra cui i celebri progetti mai realizzati Superman Lives e Superman Fly. La svolta arrivò con il regista Bryan Singer, reduce dal successo di X-Men (2000) e X-Men 2 (2003), che propose un approccio nostalgico e reverenziale nei confronti dei film originali interpretati da Reeve. L'obiettivo era creare una pellicola che si collocasse idealmente dopo Superman II, proseguendo la narrazione e lo stile visivo classico, ma con una sensibilità moderna. Per interpretare Superman, Singer e i produttori cercavano un attore poco noto, con una forte somiglianza con Reeve, capace di trasmettere carisma, integrità morale e un senso di umanità sotto l’invulnerabilità del supereroe. Dopo un'estesa selezione di centinaia di candidati, la scelta ricadde su Brandon Routh, un attore quasi sconosciuto al grande pubblico, noto per piccole apparizioni in serie TV come Will & Grace e Una mamma per amica. Dopo essere stato scelto, Routh si sottopose a un intenso programma di allenamento fisico per aumentare la massa muscolare e interpretare in modo convincente il supereroe.
Routh sarebbe dovuto tornare anche nel sequel di Superman Returns, ma il progetto venne cancellato. L'attore attese diversi anni per ricalarsi nel ruolo, interpretando nuovamente l'Uomo d'Acciaio nel crossover televisivo Crisis on Infinite Earths, nell’universo Arrowverse. Qui il personaggio è identificato come proveniente dalla Terra-96, una Terra alternativa nel multiverso DC. Questa versione dell’eroe è fortemente ispirata all’estetica e alla psicologia del Superman presente nella graphic novel Kingdom Come, di Mark Waid e Alex Ross, da cui eredita anche l’iconico costume con il simbolo rosso su sfondo nero.

#### Biografia del personaggio
Superman ritorna sulla Terra dopo cinque anni di assenza. Durante quel periodo, aveva viaggiato nello spazio alla ricerca dei resti del suo pianeta natale, Krypton, sperando di trovare segni della propria civiltà. Il suo ritorno coincide con un mondo che sembra non aver più bisogno di lui: Lois Lane, la donna che ama, ha un figlio e una nuova relazione, e ha scritto un editoriale dal titolo “Perché il mondo non ha bisogno di Superman”. Contemporaneamente, Lex Luthor, arcinemico storico dell’eroe, è tornato in libertà e ha intrapreso un piano distruttivo utilizzando tecnologia kryptoniana sottratta alla Fortezza della Solitudine, con l’obiettivo di creare un nuovo continente che distruggerebbe parte del Nord America.
Superman, seppur debilitato dall’uso della Kryptonite da parte di Luthor, riesce eroicamente a impedire la catastrofe sollevando l’intero blocco continentale e lanciandolo nello spazio, in una dimostrazione estrema del proprio sacrificio. L’azione lo riduce in fin di vita, ma sopravvive. Durante il corso della storia, si lascia intendere che Jason, il figlio di Lois, sia in realtà figlio di Superman stesso, concepito prima della sua partenza. Il film si chiude con Superman che visita il figlio dormiente e gli sussurra le stesse parole che Jor-El gli rivolse da bambino: “Il padre diventa il figlio, e il figlio diventa il padre”, simbolicamente suggellando il passaggio dell’eredità.
Tredici anni dopo, Superman appare invecchiato e segnato da una tragedia: un attacco terroristico ha distrutto il Daily Planet, causando la morte di Lois Lane, Jimmy Olsen, Perry White e numerosi altri colleghi. Nonostante la perdita devastante, Clark non ha rinunciato ai suoi ideali e continua a servire l’umanità come giornalista e supereroe, mantenendo salda la propria morale. Durante la crisi multiversale orchestrata dall’Anti-Monitor, il Superman di Earth-96 viene scelto dal Monitor come “Paragone della Verità”, uno dei sette esseri fondamentali per la salvezza della realtà. La sua esperienza, la sua rettitudine e la sua incrollabile fede nell’umanità lo rendono una figura essenziale nella lotta per la sopravvivenza del multiverso. Sebbene venga brevemente manipolato da una versione alternativa di Lex Luthor, Superman torna a combattere al fianco degli altri eroi, contribuendo alla ricostruzione di una nuova realtà al termine del conflitto.
Durante questi ultimi eventi, Superman fa riferimento esplicito agli avvenimenti di Superman III, ricordando lo scontro tra Clark Kent e una versione corrotta di sé stesso, così come menziona suo figlio Jason, apparso in Superman Returns, lasciando intendere di averne in seguito riconosciuto la paternità. Questi riferimenti suggeriscono che l’Arrowverse abbia operato un retcon della continuità narrativa del Superman interpretato da Reeve e ripreso da Routh, includendo Superman III e, potenzialmente, anche Superman IV e Supergirl come eventi canonici successivi a Superman Returns.

#### Costume
Il Superman interpretato da Brandon Routh ha indossato due costumi distinti nel corso delle sue apparizioni live action, ciascuno con una precisa identità visiva e simbolica, riflesso del momento esistenziale che il personaggio stava attraversando. Il primo costume compare in Superman Returns (2006), e rappresenta una reinterpretazione moderna della celebre uniforme resa iconica da Christopher Reeve. Pur mantenendo gli elementi tradizionali — il mantello rosso, il body blu, lo stemma sul petto e gli stivali — il design è stato adattato per aderire a un'estetica più sobria e “terrena”. I colori sono stati intensificati verso tonalità più profonde: il rosso vira verso il bordeaux, il blu è più cupo e il giallo quasi scompare. Il designer Louise Mingenbach volle un tessuto aderente e sottile, il Milliskin, che richiedeva il supporto di una tuta muscolare interna per valorizzare la forma fisica dell’attore. Lo stemma con la "S", invece, appare più piccolo rispetto a quello di Reeve.
Nel crossover televisivo dell’Arrowverse, Superman riappare con un costume completamente nuovo. Ispirato alla graphic novel Kingdom Come di Alex Ross e Mark Waid, l'abito presenta una palette cromatica più chiara, con un blu slavato e un rosso meno saturo, mentre lo stemma assume una valenza completamente diversa. La celebre “S” rossa si staglia su uno sfondo nero, simbolo di lutto e sopravvivenza.